# Taumant
Segons la mitologia grega, Taumant (en grec antic: Θαύμας, 'meravella', 'miracle'), va ser un déu marí, fill de Pontos, (el Mar) i de Gea (la Terra). És germà de Nereu, Forcis, Ceto i Euríbia, i pertany al grup de les divinitats primordials. Personifica els fenòmens del mar.
Unit a l'Oceànida Electra, va ser pare d'Iris i de les Harpies. No té cap llegenda pròpia.